# Gmina Jerzmanowa
Die Gmina Jerzmanowa ist eine Landgemeinde im Powiat Głogowski der Woiwodschaft Niederschlesien in Polen. Ihr Sitz ist das gleichnamige Dorf Jerzmanowa  (deutsch Hermsdorf).

## Gliederung
Die Landgemeinde Jerzmanowa besteht aus 12 Dörfern (deutsche Namen, amtlich bis 1945) mit einem Schulzenamt:
- Bądzów (Bansau)
- Gaiki (Hainbach)
- Jaczów (Jätschau, 1937–1945 Friedenshagen)
- Jerzmanowa (Hermsdorf)
- Kurów Mały (Klein Kauer)
- Kurowice (Gusteutschel, 1937–1945 Hahnenfeld)
- Łagoszów Mały (Klein Logisch)
- Maniów (Mahnau)
- Modła (Modlau)
- Potoczek (Töppendorf)
- Smardzów (Schmarsau, 1936–1945 Vogtshagen)
- Zofiówka (Sophien Vorwerk)